# Гръцки кръст
Гръцки кръст (на латински: crux immissa quadrata) е равностранен кръст, състоящ се от два еднаква правоъгълни напречни стълба, пресичащи се под прав ъгъл.

## История
Гръцкият кръст е използван в различни контексти (вж. по-долу: раздел Символика). Предшественик му е бил кръстът на Митра от иранските земи, който все още бил в обръщение като символ на Непобедимото слънце (на латински: Sol invictus) по времето на император Константин Велики, когато той въвел Християнството като основна религия в Римската империя. В Скандинавия е бил християнски символ върху картини и рунически камъни. Днес в Скандинавия е разпространен т. нар. „скандинавски кръст“.

## Хералдика
Гръцкият кръст се среща в националните гербове на Гърция, Малта и в знамето на Швейцария. Оттам е приет като символ на Червения кръст в чест на основателя на организацията – Анри Дюнан.

## Символика
Гръцкият кръст се използва в най-различен смисъл:
- Символът на бога на слънцето, символа на бога на дъжда, символа на четирите основни елемента (въздух, земя, огън и вода).[1]
- Гърция (герб, знаме).
- Малта (герб, знаме).
- Тонга (герб, флаг).
- Швейцария (герб, флаг).
- Рим (герб).
- Заедно с полумесеца е символ на Международното движение на Червения кръст и Червения полумесец.
- Също така въведен в християнската религия през около 332 г. от египетския монах Пахомий.
- В математиката той служи като символ за операцията по събиране и се нарича „плюс“.

- Герб на Гърция
- Герб на Малта
- Герб на Швейцария
- Герб на Рим
- Червен кръст

## Архитектура
В архитектурата гръцкият кръст играе важна роля при проектирането на основата на църкви, тъй като той символизира християнската вяра. Първите сгради с такъв тип план са византийски и сирийски църкви. Особено в храмовата архитектура на източното православие гръцкият кръст е често срещан план. Мотивът е заимстван по-късно и разпространен и в Западна Европа през епохата на Ренесанса, например от Андреа Паладио в неговата Вила Ла Ротонда, а също и в ранната романска архитектура. В западнохристиянските църкви преобладава обаче Латинският кръст.
- Планът на патриаршеската катедрала „Христос Спасител“ в Москва е във формата на гръцки кръст
- План катедралата „Сан Марко“ във Венеция
- Пример за равностранен гръцки кръст в църковното строителство. До него вдясно: латински кръст.

## Виж също
- Латински кръст
- Скандинавски кръст